# Karin Hilke
Katarina Sofia (Karin) Hilke, född Lindström 21 september 1889 i Norrköping, död 5 juni 1963 i Stockholm, var en svensk skådespelare.

## Filmografi
- 1949 – Greven från gränden
- 1949 – Boman får snurren
- 1952 – Klasskamrater
- 1955 – Finnskogens folk

## Teater

### Roller
| År   | Roll               | Produktion                                                                                  | Regi          | Teater        |
| ---- | ------------------ | ------------------------------------------------------------------------------------------- | ------------- | ------------- |
| 1930 | Eva Sanderson      | Barn på nytt (Some Baby!) Zellah Covington och Jules Simonson                               | Hugo Bolander | Lilla Teatern |
| 1930 |                    | Nattgreven av Monte Christo (Auch ich war ein Jüngling) Max Neal och Max Ferner             | Hugo Bolander | Lilla Teatern |
| 1931 | Agnes              | Tillökning i familjen (Das Baby) Hans Stürm och Fritz Jakobstetter                          | Hugo Bolander | Lilla Teatern |
| 1931 | Pamela             | Sängkamraten (Pettie Darling) Margaret Mayo                                                 | Hugo Bolander | Lilla Teatern |
| 1932 | Ursula             | Stackars John Anthony L. Ellis                                                              | Hugo Bolander | Lilla Teatern |
| 1932 | Sally              | Hustru mins familj (My Wife’s Family) Hal Stephens och Harry B. Linton                      | Hugo Bolander | Lilla Teatern |
| 1932 | Lucie              | Gå och lägg dig, Tonny! (The Girl in the Limousine) Wilson Collison och Avery Hopwood       | Hugo Bolander | Lilla Teatern |
| 1933 | Anna               | Hurra, en pojke (Hurra, ein Junge) Franz Arnold och Ernst Bach                              | Hugo Bolander | Lilla Teatern |
| 1933 |                    | Storkens vikarie (Baby Mine) Margaret Mayo                                                  | Hugo Bolander | Lilla Teatern |
| 1933 | Lena Morsdotter    | Fröken Jutta från Calcutta (Die Familie Hannemann) Max Reimann och Otto Schwartz            | Hugo Bolander | Lilla Teatern |
| 1933 | Dagmar             | Älskarinna önskas Gunnar Malmberg                                                           | Hugo Bolander | Lilla Teatern |
| 1933 |                    | Parsängarna (Twin Beds) Edward Salisbury Field och Margaret Mayo                            | Hugo Bolander | Lilla Teatern |
| 1934 |                    | Allt för Marion (Alles für Marion!) Peter Hell                                              | Hugo Bolander | Lilla Teatern |
| 1934 | Fru Hartelius      | Tre jungfrur i ett harem A Gabelius                                                         |               | Lilla Teatern |
| 1934 |                    | 360 fruar (360 Frauen) Johannes Berliner                                                    | John Norrman  | Lilla Teatern |
| 1934 | Fru Ordeyne        | En ungkarls moral (The Morals of Marcus Ordeyne) William Locke                              | Hugo Bolander | Lilla Teatern |
| 1935 | Franca             | Gatungen (Scampolo) Dario Niccodemi                                                         | Hugo Bolander | Lilla Teatern |
| 1935 | Rosa Svensson      | Oss flickor emellan Urban Orbi                                                              | Hugo Bolander | Lilla Teatern |
| 1935 | Fru Bennet         | En tusan till flicka (Mädel von heute) Gustav Davis                                         | Hugo Bolander | Lilla Teatern |
| 1935 | Millicent Hamilton | Sådant händer i de bästa familjer (In the Best of Families) Anita Hart och Maurice Braddell | Hugo Bolander | Lilla Teatern |
| 1935 |                    | I natt eller aldrig Urban Orbi                                                              |               | Lilla Teatern |
| 1936 | Syster Sandross    | Ungkarlsbruden (The Bride) Stuart Oliver och George M. Middleton                            | Hugo Bolander | Lilla Teatern |
| 1936 |                    | Barn på nytt (Some Baby!) Zellah Covington och Jules Simonson                               | Hugo Bolander | Lilla Teatern |
| 1936 | Millie             | Den farliga åldern Ludwig Hirschfeld                                                        | Hugo Bolander | Lilla Teatern |
| 1936 | Clara Andersen     | Kloka gubben (Den kloge mand) Paul Sarauw                                                   | Sigurd Wallén | Södra Teatern |
| 1937 |                    | Peter den store Paul Sarauw                                                                 | Paul Sarauw   | Södra Teatern |